# برنامه‌نویسی تبادل اطلاعات ساختمانی
برنامه‌نویسی تبادل اطلاعات ساختمانی (انگلیسی: OBIX) در مورد تبادل اطلاعات ساختمانی باز می‌باشد. برای اطلاعات در مورد زبان برنامه‌نویسی Obix به برنامه‌نویسی Obix مراجعه نمایید.
oBIX یک سیستم استاندارد رابط برای ایجاد سیستم‌های کنترلی می‌باشد. oBIX در مورد خواندن و نوشتن داده‌ها بر روی شبکه‌ای از ابزارها با استفاده از XML و URIها در چارچوب طراحی شده برای اتوماسیون ساختمان به کار برده می‌شود.
سیستم کنترل ساختمان شامل سیستم‌های الکتریکی و مکانیکی نظیر سیستم گرمایشی و سرمایشی، امنیت، مدیریت برق، و هشدارهای امنیتی می‌باشد که در درون ساختمان عمل می‌کنند و در اغلب ساختمانها و همچنین سیستم‌های مخصوص در ساختمان‌های خاص نظیر مدیریت محیط سمعی بصری، نورپردازی تئاتر، پخش گاز پزشکی، دود و بسیاری مصارف دیگر به کار برده می‌شوند.
oBIX یک رابط خدمات اینترنتی می‌باشد زیرا منجر به تعاملات عمیق بین سیستم‌های کنترلی می‌گردد. این رابط می‌تواند ارتباط بین شرکت‌ها و سیستم‌های ساختمانی را ممکن سازد. امکانات و عملیات آن می‌تواند همانند شرکت کنندگان تجارت مبتنی بر دانش باشد.
oBIX در OASIS (سازمان توسعه استانداردهای اطلاعات ساختاری) توسعه یافته‌است. نسخه ۱٫۰ آن به عنوان استاندارد در دسامبر ۲۰۰۶ تکمیل شد.

## پیش زمینه
امروزه بسیاری از سیستم‌های الکتریکی و مکانیکی دارای کنترل‌های دیجیتالیمی‌باشند. بسیاری از این ابزارها کم هزینه بوده و برای TCP/IP فعالسازی نشده‌اند. آن‌ها با سیم کشی ارتباطی تعبیه شده نصب می‌شوند. کنترلگرهای بزرگ DDC به ارائه ارتباطات شبکه‌ای برای کنترل کننده‌ها می‌پردازند. پروتکل‌های باینری مناسب بسیاری نظیر BACnet، LontTalk، Modbus، DALI وجود دارند که در شبکه‌های مربوط علاوه بر پروتکل‌های اختصاصی متعدد مورد استفاده قرار می‌گیرند. با وجود اینکه این پروتکل‌های باینری را می‌توان در شبکه‌های TCP/IP به کار برد، آن‌ها با چالش‌هایی نظیر روترها، دیوارهای آتشین، امنیت و سازگاری با سایر برنامه‌های شبکه روبرو می‌باشند. چالش دیگر این می‌باشد که صنعت بین پروتکل‌های ناسازگار تقسیم شده‌است.
از آنجایی که oBIX با شرکت متحد می‌شود، سیستم‌های الکتریکی و مکانیکی را قادر به ارائه اطلاعاتی در مورد عملکرد و شرایط عملیاتی می‌سازد. با نشان دادن این عملیات توسط خدمات اینترنتی، این امر مالکان را قادر می‌سازد تا از داده‌های استاندارد و ابزارهای OLAP برای بررسی عملکرد آن‌ها استفاده کنید. oBIX عاملان تسهیلات و مالکان را قادر می‌سازد تا تصمیماتی را بر اساس در نظر گرفتن عوامل چرخه زندگی، محیط زیست، هزینه و عملکرد اتخاذ کنند.

## محدوده
oBIX به ارائه رابط خدمات اینترنتی می‌پردازد که می‌توان از آن برای به دست آوردن اطلاعات در مورد سیستم‌های گرمایشی و سرمایشی، کنترل دسترسی و تبادل اطلاعات بین سیستم‌ها و برنامه‌های شرکتی استفاده کرد. گزارش ۱ نمودی طبیعی از سه عامل مشترک بین سیستم‌های کنترلی را ارائه می‌دهد:
- نقاط: نشانگر ارزش عددی واحد و وضعیت آن ـ اساساً این موارد به حسگرها، فعال کننده‌ها یا متغیرهای تنظیم اشاره دارند.
- هشدار: مدل سازی، روتینگ و اعلام هشدارها. هشدار نشانگر شرایطی می‌باشد که نیازمند آگاهسازی کاربر یا برنامه دیگری می‌باشند.
- تاریخ‌ها: مدل سازی و بررسی زمانی داده‌ها. اساس ابزارهای تاریخچه‌ای زمانی جمع‌آوری می‌کنندکه می‌توان از آن‌ها برای مصارف دیگر بررسی استفاده کرد.

oBIX 1.0 مدل سطح پایینی را ارائه می‌دهد که می‌توان در حین اجرا آن را گسترش داد. در حالیکه نقاط دارای آدرس می‌باشند، تعامل مستقیم با نقاط نیازمند دانشی در مورد سیستم‌های کنترلی برای توسعه دهنده شرکت می‌باشد. نقاط می‌توانند متحد شده و از قرارداد oBIX استفاده می‌کنند. در صورتی که oBIX مدل سطح پایینی را نشان دهد، قراردادهای oBIX سطح بالایی را فراهم می‌آورند که بسیاری از برنامه نویسان تمایل دارند با آن‌ها کار کنند.

## کاربردهای oBIX
تعاملات مستأجر
باز بودن یک مکان در عصر و بعد از ساعت کاری نیازمند مجموعه‌ای از تماس‌ها با سازمان‌های مختلف در ساختمان به منظور ایجاد تعاملاتی در سیستم کنترل ساختمان می‌باشد. به منظور برنامه‌ریزی یک جلسه عمومی امشب از ساعت ۷ تا ۹، برنامه ریز باید:
- با بخش امنیتی تماس بگیرد تا نگهبان را مطلع ساخته و سیستم کنترل دسترسی را تا ساعت ۹:۳۰ در حالت فعال نگه دارد. نگهبان همچنین باید سیستم تشخیص عبور و مرور را در طی این مدت غیرفعال سازد.
- با بخش تأسیسات تماس بگیرد تا مطمئن شود که سیستم‌های کنترل محیطی برای رویداد به درستی تنظیم شده باشند. این امر ممکن است شامل گرمایش یا سرمایش اتاق پیش از حضور افراد باشد.
- با گروه بخش حمایت رسانه‌ای تماس بگیرد تا از عملکرد سیستم مدیریت سمعی و بصری اطمینان حاصل کند.

در یک ساختمان دارای سیستم oBIX، این اقدامات توسط ارسال دعوت نامه iCalendar به اتاق‌ها و سیستم‌های خدمات و پشتیبانی انجام می‌گیرند.
واکنش‌های ضروری
پروتکل هشداردهی عادی (CAP) استانداردی است که به‌طور مداوم برای ارائه اطلاعات از آژانس‌های مختلف به واکنش دهنده‌های اولیه نظیر پلیس می‌پردازد. یکی از چالش‌هایی که آگاهی رسانی عمومی با آن روبرو است این است که سیستم اطلاع رسانی ضروری پیشین برای ارسال اطلاعات از طریق رادیو امروزه سودمند نمی‌باشد زیرا امروزه افراد به جای استفاده از رسانه عمومی از iPod شخصی استفاده می‌کنند. نسخه جدیدی از این پروتکل‌ها ارتباط متنی مستقیم تمام تلفن‌های همراه در محدوده را به دکل‌های مختلف ارائه می‌دهند.
در این راستا، پیشنهادهای کنونی نشانگر پیغام رسانی مستقیم به ساختمان‌های هوشمند به منظور فعال سازی قراردادهای oBIX می‌باشد و تأثیر این امر می‌تواند اطلاع رسانی به کاربر، قطع فرایند، اطلاع رسانی به سیستم‌های هشدار داخل ساختمان به منظور خواندن پیغام‌ها با صدای بلند می‌باشد.
کنسرسیوم مکانی باز انتظار دارد که واکنش دهنده‌های ضروری بتوانند به اطلاعات حسگرهای جغرافیایی دست یابند تا آگاهی منطقه‌ای را افزایش دهند.
پیدایش بازارهای نیرو
شورای معماری GridWise بازار آزاد یا ارائه دهندگان نیرو، عاملان انتقال، توزیع و مشتریان را تصور می‌کند که آزادنه در مورد نیروهای لحظه‌ای تقاضا/واکنش عمل می‌کنند. نصب سیستم‌های کنتور برق در ایالات متحده که مصرف و هرینه برق را بر اساس ساعت شبانه روز محاسبه می‌کند یکی از این موارد می‌باشد. مورد دیگر توسعه ساختمان‌های هوشمندی است که می‌توانند با شبکه در ارتباط باشند.
ارتباط با شبکه ممکن است در دو حالت رخ دهد. (۱) یک عامل هوشمند در ساختمان بوده و با مستاجران در ارتباط بوده و فرایندهای تجاری آنان سیستم ساختمان را تنظیم می‌کند. (۲) یک عامل خارجی توسط مستاجران ساختمان استخدام شده و تقاضاها را در چندین ساختمان جمع‌آوری کرده و نیرو را از طرف آن‌ها خریداری می‌کند. بازاری که بر اساس این تعاملات باشد کلید ایجاد بازاری برای ایجاد نوآوری‌های سریع در راستای ذخیره انرژی و فناوری‌های تولید می‌گردد.

## پروتکل‌های کنترلی سطح پایه
- شبکه کنترل اتوماسیون ساختمان BACnet
- KNX/EIB
- Modbus
- LonWorks
- C-Bus (protocol)
- Dynet
- Metasys
- رابط نورپرداری دیجیتال

## استانداردهای دیگر متعامل با oBIX
- کنسرسیوم مکانی باز (OGC)
- استاندارد ملی اطلاعات ساختمان (NBIMS)
- ساختمان‌های هوشمند